# Cathassach II mac Máele Cáich
Cathassach II mac Máele Cáich (zm. 682 r.) – król Dál nAraidi z ludu Cruithni na terenie irlandzkiego Ulaidu (Ulster) od 666 r. do swej śmierci, syn króla Dál nAraidi Máel Cáicha mac Scannail (zm. 666 r.) oraz zapewne jego żony, nieznanej z imienia córki Máel Coby mac Fíachnai, króla Ulaidu.
Według Księgi z Leinsteru objął tron Dál nAraidi po swym ojcu Máel Cáichu, zaś jego następcą został brat stryjeczny, Ailill mac Dúngaile, syn Dúngala Eilni mac Scandail (zm. 681 r.), króla Cruithni. W 682 r. Cathassach walczył z Brytami w bitwie pod Ráith Mór, na wschód od Antrim w Mag Line, stolicy królestwa. Król Cruithni zginął razem z Ultánem, synem Dícuilla Latharnae (Larne, hr. Antrim).